# Vasodilatatore
Un vasodilatatore è un tipo di farmaco, una sostanza che provoca dilatazione del lume vasale, con conseguente aumento del flusso sanguigno per decontrazione della muscolatura liscia.

## Meccanismo d'azione
Secondo il loro meccanismo d'azione, i vasodilatatori vengono raggruppati in spasmolitici, ipotensivi e colinergici.
I farmaci vasodilatatori importanti in terapia sono gli ipotensivi che, pur attraverso molteplici meccanismi d'azione, provocano una vasodilatazione nel distretto viscerale con conseguente caduta della pressione. 
La vasodilatazione è evidente soprattutto a livello delle arteriole e si determina per stimolazioni fisiche o farmacologiche che eccitano il sistema vegetativo parasimpatico, o per azione di farmaci vasodilatatori.
Un esempio di sostanza vasodilatatrice è l'alcol etilico, e un altro esempio di farmaco vasodilatatore è il minoxidil.